# A Channel
A Channel (Aチャンネル Ē Channeru?), es un manga japonés de estilo 4-koma creado por bb Kuroda. Empezó su serialización en la revista Manga Time Kirara Carat el 28 de octubre de 2008, publicada por Hōbunsha. Una adaptación al anime producida por Studio Gokumi se emitió en Japón entre el 8 de abril y el 24 de junio de 2011.

## Argumento
Básicamente, se trata de la vida diaria de 4 chicas llamadas Run, Tooru, Yūko y Nagi. Nos muestra las diversas situaciones cómicas que les suceden en su día a día. Este anime tiene varias similitudes con otras obras tales como Kill Me Baby, K-ON, entre otras.

## Personajes

### Protagonistas
Tooru (トオル?)
Seiyū: Aoi Yūki
Tooru es una estudiante de primer año y amiga de la infancia de Run. Por lo general, lleva un suéter color púrpura de mangas largas, y debido a su baja estatura y cuerpo delgado, a menudo tiene problemas para encontrar ropa de su talla. Tiene el cabello corto, con un flequillo largo que recubre su frente. Tooru protege a Run desde la primaria, amenazando a cualquiera que trate de acercarse a ella, llevando consigo un bate de béisbol. Al principio no le gustaba Yūko, demostrando celos hacia ella. Tiene un gato llamado "Tansan" (nombre de las bebidas gaseosas) y le encanta los dulces.
Run (るん?)
Seiyū: Kaori Fukuhara
Run es una estudiante de segundo año de cabello corto y rubio, con un look similar al de un "perico" y una frente bastante amplia. Es despistada, perezosa y dormilona. Le gusta comer, y su tono de llamada es una especie de sonido como "carne a la parrilla". A menudo tiene un comportamiento alegre y torpe al mismo tiempo, por lo que sus amigas suelen cuidar de que no cometa alguna locura. Es amiga de Tooru desde la infancia.
Yūko (ユー子?)
Seiyū: Minako Kotobuki
Yūko es una hermosa chica de cabello largo negro, con una figura bien dotada, que a Tooru le causa envidia y a menudo es objeto de burla entre Tooru y Nagi. Se asusta fácilmente y suele aferrarse a Nagi cuando se siente incómoda o atemorizada. Es amiga de Nagi desde su infancia.
Nagi (ナギ?)
Seiyū: Yumi Uchiyama
Compañera de clases de Run y Yūko, que suele llevar gafas y tiene el mismo peinado desde la escuela media, a causa de su padre. Ella se ve completamente diferente cuando se quita las gafas y se suelta el cabello. Tiene un hábito de poner sus manos en la parte posterior de su cabeza después de comer los alimentos. Es muy inteligente y a menudo hace comentarios de burla hacia sus amigas. Suele tomar medidas estrictas referente a mantener su peso y muchas veces se le ve agotada por los ejercicios que realiza a diario.

### Secundarios
Yutaka (ユタカ?)
Seiyū: Ai Matayoshi
Miho (ミホ?)
Seiyū: Momoko Saitō
Profesor Satō (佐藤先生 Satō-sensei?)
Seiyū: Daisuke Ono
Profesora Kitō (鬼頭先生 Kitō-sensei?)
Seiyū: Minori Chihara
Profesora Kamate (鎌手先生 Kamate-sensei?)
Seiyū: Miyuki Sawashiro